# Lothar Matthäus
Lothar Herbert Matthäus (Erlangen, 1961. március 21. –) a legsikeresebb német labdarúgók egyike, edző, 2004. január 1. és 2005. december 31. között a magyar labdarúgó-válogatott szövetségi kapitánya volt.

## Pályafutása

### A német válogatottban
- 1980 és 2000 között középpályásként 150 alkalommal volt válogatott, 23 gólt lőtt.

### Mérkőzései a válogatottban (zárójelben aktuális klubja)
- 90 (FC Bayern München)
- 28 (Internazionale Milano)
- 26 (Borussia Mönchengladbach)
- 6 (MetroStars)

### Mérkőzései a Bundesligában
- 302 (FC Bayern München)
- 162 (Borussia Mönchengladbach)

### Góljai a Bundesligában
- 85 (FC Bayern München)
- 36 (Borussia Mönchengladbach)

### Edzőként
Edzőként dolgozott a Rapid Wien (2001. szeptember 6. – 2002. május 10.), majd a Partizan Beograd (2002. december 22. – 2003. december 13.). csapatánál. A Beograd után a magyar válogatottat vette át (2004. január 1.), majd mivel szerződését nem hosszabbította meg a magyar szövetség, 2005. december 31-én lejárt. 2006-ban két hónapig a brazil Clube Atlético Paranaense-nál edzősködött. 2006. június 1-jén visszatért az osztrák bajnokságba, ahol a Red Bull Salzburg edzője lett. Itt Giovanni Trapattoni kezei alatt dolgozhat, Matthäus korábbi mestere ugyanis a Red Bull szakmai igazgatója.
Edzői munkája megosztja futballrajongókat és szakértőket. Sok kritika érte amiatt is, hogy a magyar válogatott szövetségi kapitányaként csak mintegy 60 napot töltött 2005-ben munkával. Az eredmények is elmaradtak, ígéretével szemben a csapat nem jutott ki a 2006-os németországi vb-re, de még így is jobban szerepelt a csapat mint a korábbi selejtezősorozatban. Sikeresen működött közre néhány nagy csapat elleni barátságos meccs megszervezésében, illetve ezeken a válogatott elért kiugró eredményeket is. Sok magyar játékosnak segített külföldre szerződni. Ezzel kapcsolatban viszont sokan kritizálták, hogy elsősorban a vele szoros gazdasági kapcsolatban álló menedzserek játékosait juttatta a válogatottban lehetőséghez, játéktudásuktól függetlenül. Erre utal, hogy soha nem látott számú fiatal kapott játéklehetőséget a válogatott meccseken, azonban az általa felfedezett több játékos a későbbiekben alapemberré vált a következő válogatottakban, illetve ért el sikereket külföldön. Matthäus nagyívű nyilatkozataival és elszólásaival, alkalmankénti cikkeivel kedvelt témája volt a magyar és a brazil sajtónak is. A szurkolók többségében szerették, illetve a magasabb elvárások miatt sokkal több kritika is érte, azonban az őt szakmailag kritizálók által szorgalmazott váltás nem igazolódott be, hiszen a következő EB selejtező sorozatban katasztrofális vereségek érték a válogatottat, Matthäus teljesítményét jócskán alulmúlva.
2009 nyarán nem fogadta el az FC Fehérvár 2+1 éves szerződésajánlatát. 2010-ben megbízták a bolgár labdarúgó-válogatott irányításával, ám a nemzeti csapat sikertelensége miatt 2011 szeptemberében közös megegyezéssel szerződést bontottak.

## Magánélete
Matthäusnak négy gyermeke van: két lánya első házasságából Sylviával (1981–1992) és egy fia a másodikból Lolita Morenával (1994–1999). 2003 és 2007 között a szerb származású Marijana Kosztics volt a felesége, majd 2009. január 1-jén Las Vegasban elvette a 26 évvel fiatalabb, ukrán származású Krisztina Liliána Csudinovát, aki a negyedik felesége lett. A kapcsolatuk azonban csupán egy év elteltével megromlott. Ezt követően egy ideig a lengyel Joanna Tuczynska volt a barátnője. Jelenlegi, egyben ötödik felesége az orosz Anastasia Klimko, aki 2014 áprilisában hozta világra fiukat, Milánt. Házasságkötésükre 2014. november 15-én került sor a magyar határhoz közeli, szlovákiai Bélán.

## Sikerei, díjai
- Bundesliga (német) bajnok: 7 (1984–85, 1985–86, 1986–87, 1993–94, 1996–97, 1998–99, 1999–00)
- Német-kupa-győztes: 3 (1986, 1998, 2000)
- Serie A (olasz) bajnok: 1 (1988–89)
- UEFA-kupa-győztes: 2 (1990–91, 1995–96)
- UEFA-kupa ezüstérem: 1 (Borussia Mönchengladbachal, 1979–80)
- UEFA-bajnokok ligája ezüstérem: 2 (az FC Bayern Münchennel, 1986–87, 1998–99)
- Európa-bajnok: 1 (1980)
- Európa-bajnoki ezüstérmes: 1 (1992)
- Európa-bajnoki bronzérmes: 1 (1988)
- Világbajnok: 1 (1990)
- Világbajnoki ezüstérmes: 2 (1982 és 1986)
- Osztrák Bundesliga-bajnok: 1 (2006–07) (vezetőedzőként)
- Szerb-montenegrói bajnok: 1 (2002–03) (vezetőedzőként)

Egyéni díjak
- Aranylabdás: 1990
- Az év német labdarúgója: 1990, 1999
- Az év labdarúgója: 1991

## Statisztika

### Mérkőzései magyar szövetségi kapitányként
| Magyarország | Magyarország        | Magyarország                         | Magyarország  | Magyarország | Magyarország       | Magyarország | Magyarország | Magyarország |
| #            | Dátum               | Helyszín                             | Hazai         | Eredmény     | Vendég             | Kiírás       | Gólok        | Esemény      |
| ------------ | ------------------- | ------------------------------------ | ------------- | ------------ | ------------------ | ------------ | ------------ | ------------ |
| 1.           | 2004. február 18.   | Páfosz (CYP)                         | Magyarország  | 2 – 0        | Örményország       | barátságos   | -            |              |
| 2.           | 2004. február 19.   | Limassol (CYP)                       | Magyarország  | 2 – 1        | Lettország         | barátságos   | -            |              |
| 3.           | 2004. február 21.   | Nicosia (CYP)                        | Magyarország  | 0 – 3        | Románia            | barátságos   | -            |              |
| 4.           | 2004. március 31.   | Budapest, Puskás Ferenc Stadion      | Magyarország  | 1 – 2        | Wales              | barátságos   | -            |              |
| 5.           | 2004. április 25.   | Zalaegerszeg, ZTE Aréna              | Magyarország  | 3 – 2        | Japán              | barátságos   | -            |              |
| 6.           | 2004. április 28.   | Budapest, Puskás Ferenc Stadion      | Magyarország  | 1 – 4        | Brazília           | barátságos   | -            |              |
| 7.           | 2004. június 2.     | Tiencsin, Teda Football Stadium      | Kína          | 2 – 1        | Magyarország       | barátságos   | -            |              |
| 8.           | 2004. június 6.     | Kaiserslautern, Fritz Walter Stadion | Németország   | 0 – 2        | Magyarország       | barátságos   | -            |              |
| 9.           | 2004. augusztus 18. | Glasgow, Hampden Park                | Skócia        | 0 – 3        | Magyarország       | barátságos   | -            |              |
| 10.          | 2004. szeptember 4. | Zágráb, Maksimir Stadion             | Horvátország  | 3 – 0        | Magyarország       | barátságos   | -            |              |
| 11.          | 2004. szeptember 8. | Budapest, Szusza Ferenc Stadion      | Magyarország  | 3 – 2        | Izland             | vb-selejtező | -            |              |
| 12.          | 2004. október 9.    | Stockholm, Råsunda Stadion           | Svédország    | 3 – 0        | Magyarország       | vb-selejtező | -            |              |
| 13.          | 2004. november 17.  | Ta’ Qali, Nemzeti Stadion            | Málta         | 0 – 2        | Magyarország       | vb-selejtező | -            |              |
| 14.          | 2004. november 30.  | Bangkok (THA)                        | Magyarország  | 0 – 1        | Szlovákia          | Király-kupa  | -            |              |
| 15.          | 2004. december 2.   | Bangkok (THA)                        | Magyarország  | 5 – 0        | Észtország         | Király-kupa  | -            |              |
| 16.          | 2005. február 2.    | Isztambul (TUR)                      | Magyarország  | 0 – 0        | Szaúd-Arábia       | barátságos   | -            |              |
| 17.          | 2005. február 9.    | Cardiff, Millenium-stadion           | Wales         | 2 – 0        | Magyarország       | barátságos   | -            |              |
| 18.          | 2005. március 30.   | Budapest, Szusza Ferenc Stadion      | Magyarország  | 1 – 1        | Bulgária           | vb-selejtező | -            |              |
| 19.          | 2005. május 31.     | Metz, Stade Saint-Symphorien         | Franciaország | 2 – 1        | Magyarország       | barátságos   | -            |              |
| 20.          | 2005. június 4.     | Reykjavík, Laugardalsvöllur          | Izland        | 2 – 3        | Magyarország       | vb-selejtező | -            |              |
| 21.          | 2005. augusztus 17. | Budapest, Puskás Ferenc Stadion      | Magyarország  | 1 – 2        | Argentína          | barátságos   | -            |              |
| 22.          | 2005. szeptember 3. | Budapest, Szusza Ferenc Stadion      | Magyarország  | 4 – 0        | Málta              | vb-selejtező | -            |              |
| 23.          | 2005. szeptember 7. | Budapest, Puskás Ferenc Stadion      | Magyarország  | 0 – 1        | Svédország         | vb-selejtező | -            |              |
| 24.          | 2005. október 8.    | Szófia, Vaszil Levszki Stadion       | Bulgária      | 2 – 0        | Magyarország       | vb-selejtező | -            |              |
| 25.          | 2005. október 12.   | Budapest, Szusza Ferenc Stadion      | Magyarország  | 0 – 0        | Horvátország       | vb-selejtező | -            |              |
| 26.          | 2005. november 16.  | Athén, Karaiszkákisz Stadion         | Görögország   | 2 – 1        | Magyarország       | barátságos   | -            |              |
| 27.          | 2005. december 15.  | Phoenix, Chase Field Stadium (USA)   | Magyarország  | 0 – 2        | Mexikó             | barátságos   | -            |              |
| 28.          | 2005. december 18.  | Miami (USA)                          | Magyarország  | 3 – 0        | Antigua és Barbuda | barátságos   | -            |              |
|              | Összesen            |                                      |               | -            | mérkőzés           |              | -            | gól          |